# Giá trị hiện tại điều chỉnh
Giá trị hiện tại điều chỉnh (APV) là một phương pháp định giá doanh nghiệp. APV là giá trị hiện tại ròng của một dự án nếu được tài trợ duy nhất bởi vốn chủ sở hữu cộng với giá trị hiện tại của tất cả các lợi ích của tài chính. Nó lần đầu tiên được nghiên cứu bởi Stewart Myers, một giáo sư tại Trường Quản lý MIT Sloan và sau đó đưa ra giả thuyết bởi Lorenzo Peccati, giáo sư tại Đại học Bocconi, vào năm 1973.
Phương pháp này là để tính toán NPV của dự án như thể nó là tất cả các vốn chủ sở hữu, tài chính (được gọi là trường hợp cơ sở). Sau đó, của NPV cơ sở, trường hợp được điều chỉnh cho các lợi ích tài chính. Thông thường, lợi ích chính là một lá chắn thuế kết quả từ khấu trừ thuế của các khoản thanh toán lãi suất. Một lợi ích khác có thể là một vay trợ cấp tại thị trường tỷ lệ phụ. Phương pháp APV là đặc biệt hiệu quả khi một mua lại thừa hưởng trường hợp được coi là kể từ khi công ty được nạp với một số tiền cực của nợ, do đó, khiên thuế là đáng kể.
Về mặt kỹ thuật, một mô hình định giá APV trông khá nhiều giống như một mô hình DCF tiêu chuẩn. Tuy nhiên, thay vì WACC, dòng tiền sẽ được chiết khấu với chi phí không sử dụng vốn vay của vốn chủ sở hữu, và lá chắn thuế tại hoặc chi phí của nợ (Myers) sau các viện nghiên cứu sau này cũng không sử dụng vốn vay với chi phí vốn chủ sở hữu .
APV và phương pháp tiếp cận tiêu chuẩn DCF nên cho kết quả giống hệt nhau nếu cơ cấu vốn vẫn ổn định.

## công thức APV
APV = NPV trường hợp cơ sở + PV của hiệu quả tài chính

## Ví dụ

### Dữ liệu
- Đầu tư ban đầu = 1.000.000 USD
- Dự kiến dòng tiền mặt của vốn cổ phần = 95.000 USD trong vĩnh viễn
- Chi phí vốn chủ sở hữu không dùng vốn vay = 10%
- Chi phí của nợ = 5%
- Lãi suất tiền vay thực tế = 5%
- Thuế suất = 35%
- Dự án được tài trợ bằng 500.000 USD nợ và 500.000 USD vốn chủ sở hữu, cơ cấu vốn này được lưu giữ vĩnh viễn

### Tính toán
- NPV trường hợp cơ sở @10% = -1 000 000 + (95 000/10%) = -50 000 (xấp xỉ)
- PV của lá chắn thuế - 5% = (0,05 x 500 000 x 0,35)/(0,05) = 175.000 (xấp xỉ)
- APV = -50 000 + 175000 = 125000

Lưu ý cách đáng kể tác dụng của lá chắn thuế có thể được. Lá chắn thuế, giống như dòng chảy tiền mặt của vốn cổ phần, là vĩnh viễn.